# Sin senos sí hay paraíso
Sin senos sí hay paraíso (Sin tetas sí hay paraíso en Colombia) es una telenovela producida por Fox Telecolombia y Telemundo Global Studios para Telemundo. Es una secuela de Sin senos no hay paraíso, y su a vez la primera temporada es una adaptación del libro de Gustavo Bolívar titulado Sin tetas si hay paraíso. La serie se estrenó el 19 de julio de 2016 en Estados Unidos por Telemundo y finalizó el 10 de septiembre de 2018.
La producción tiene una serie derivada titulada El final del paraíso, que se estrenó el 13 de agosto de 2019, la cual marca el final de la historia.

## Temporadas
| Temporada | Temporada | Episodios | Episodios | Emisión original    | Emisión original         |
| Temporada | Temporada | Episodios | Episodios | Primera emisión     | Última emisión           |
| --------- | --------- | --------- | --------- | ------------------- | ------------------------ |
|           | 1         | 90        | 90        | 19 de julio de 2016 | 28 de noviembre de 2016  |
|           | 2         | 87        | 87        | 24 de julio de 2017 | 28 de noviembre de 2017  |
|           | 3         | 63        | 63        | 12 de junio de 2018 | 10 de septiembre de 2018 |

### Primera temporada
La serie comienza cuando Hilda Santana (Catherine Siachoque), que está embarazada, recibe la noticia de la muerte de su hija Catalina Santana (Carmen Villalobos), enviándola a un parto prematuro con su segunda hija, Catalina Marín (Carolina Gaitán). Cuando nace Catalina (Carolina Gaitán), su padre Albeiro Marín (Fabián Ríos) y la madre Hilda Santana temen que comparta el destino de su difunta hermana mayor, ya que muchas de las jóvenes de su vecindario históricamente se han involucrado con la prostitución y el crimen organizado.  Para proteger a su hija, Albeiro e Hilda pintan una línea amarilla fuera de su casa, prohibiéndole así a Catalina Marín salir de la casa sin su permiso. Catalina Marín se enamora de Hernán Darío (Juan Pablo Urrego), el joven que hacía los mandados en el barrio. Después de presenciar un ataque a Hernán Darío por parte de Yésica Beltrán (Majida Issa) y sus guardaespaldas, Catalina Marín cruza la línea amarilla para defender a Hernán Darío de ellos, Hilda y Albeiro al ver esto intervienen para defender a su hija y son arrestados por la policía, quienes trabajan para Yésica. Yésica, resentida con Hilda, Albeiro y Catalina, ordena a sus hombres plantar joyas en la casa de Hilda para incriminarlos de un robo que ellos no cometieron. La policía, por orden de Yésica, arresta a Hernán Darío, Catalina, Hilda y Albeiro, encarcelándolos en diferentes prisiones. Catalina es enviada a una institución penitenciaria, donde sus compañeras y guardias la golpean hasta llevarla al borde la muerte. Hernán Darío es golpeado y humillado, hasta que Yésica y su hija Daniela (Johanna Fadul) lo obligan a firmar un contrato para trabajar con ellas. Albeiro, junto con su compañero interno David, conspira para escapar de la prisión. El periodista Daniel Cerón (Juan Pablo Llano) ayuda a Catalina y a sus padres a escapar, pero Hernán Darío, convencido de que Catalina todavía está en la prisión y en peligro, acepta trabajar para la hija de Yésica, Daniela. Daniela, profundamente enamorada de Hernán Darío y viciosamente celosa de su relación con Catalina, continuamente intenta seducir a Hernán Darío mientras está a su servicio.

### Segunda temporada
La segunda temporada, cuenta la historia y el regreso de Catalina Santana (Carmen Villalobos), la hija mayor de Hilda Santana (Catherine Siachoque). Catalina estuvo escondida durante 20 años después de haber sido supuestamente asesinada, pero en realidad trabajó durante varios años como agente encubierta de la T.E.A. Durante todos los años que estuvo desaparecida, ella hizo su vida junto a Santiago Sanín (Roberto Manrique) un médico con quien tuvo dos hijos, Mariana (Stephania Duque) y Sebastián (Johan Esteban Díaz). Durante su regreso, Catalina está atrapada en un mundo de sentimientos y confusiones a causa de su familia, ya que su regreso causaría grandes tragedias y aversiones, especialmente en Albeiro (Fabián Ríos), quien anteriormente era su novio, y su madre Hilda, quien la engañó con Albeiro. Catalina junto con su hermana menor Catalina Marín (Carolina Gaitán) y su novio Hernán Darío (Juan Pablo Urrego), se unen para terminar con La Diabla (Majida Issa) y su hija Daniela (Johanna Fadul), quienes harán todo lo posible para destruir a la familia Marín Santana.

### Tercera temporada
La tercera temporada comienza con los resultados esperados del concurso departamental de belleza de Colombia, y gira en torno a las dudas que permanecieron en la temporada anterior, sobre la maldición que persigue a las hijas de "Las Chicas del Barrio", el hechizo de Albeiro (Fabián Ríos) y la confusión de Catalina, La Grande (Carmen Villalobos), por su amor por Santiago (Roberto Manrique) y Albeiro. Además del conflicto entre Hernán Darío (Juan Pablo Urrego) y Catalina, La Pequeña (Carolina Gaitán) sobre el embarazo de Mariana (Stephania Duque), y el regreso de Martín (Juan Alfonso Baptista), quien volvió para vengarse de Catalina, La Grande por haberlo entregado a las autoridades.

## Reparto
| Actor                   | Personaje                                                        | Temporadas             | Temporadas             | Temporadas             | Temporadas             |
| Actor                   | Personaje                                                        | 1                      | 2                      | 3                      | El final del paraíso   |
| Personajes principales  | Personajes principales                                           | Personajes principales | Personajes principales | Personajes principales | Personajes principales |
| ----------------------- | ---------------------------------------------------------------- | ---------------------- | ---------------------- | ---------------------- | ---------------------- |
| Carmen Villalobos       | Catalina Santana                                                 | Invitada               | Principal              | Principal              | Principal              |
| Catherine Siachoque     | Hilda Santana                                                    | Principal              | Principal              | Principal              | Principal              |
| Fabián Ríos             | Albeiro Marín                                                    | Principal              | Principal              | Principal              | Principal              |
| Carolina Gaitán         | Catalina Marín                                                   | Principal              | Principal              | Principal              | Principal              |
| Juan Pablo Urrego       | Hernán Darío                                                     | Principal              | Principal              | Principal              | Principal              |
| Johanna Fadul           | Daniela Barrera                                                  | Principal              | Principal              | Invitada               |                        |
| Majida Issa             | Yésica Beltrán «La Diabla» (t. 1–4) Valeria Montes (t. 3–4)      | Principal              | Principal              | Principal              |                        |
| Jordana Issa            | Yésica Beltrán «La Diabla» (t. 1–4) Valeria Montes (t. 3–4)      |                        | Recurrente             | Invitado               |                        |
| Kimberly Reyes          | Yésica Beltrán «La Diabla» (t. 1–4) Valeria Montes (t. 3–4)      |                        |                        | Invitada               | Principal              |
| César Mora              | Marcial Barrera                                                  | Principal              | Principal              | Invitado               |                        |
| Juan Pablo Llano        | Daniel Cerón                                                     | Principal              | Invitado               | Invitado               | Principal              |
| Juan Sebastián Calero   | Octavio Rangel                                                   | Principal              | Invitado               |                        |                        |
| Luigi Aycardi           | Aníbal Manrique                                                  | Principal              | Principal              |                        |                        |
| Vicky Hernández         | Aurora Banegas                                                   | Principal              | Recurrente             | Invitada               |                        |
| Dagoberto Gama          | Gato Gordo                                                       | Principal              | Principal              |                        |                        |
| Gregorio Pernía         | Aurelio Jaramillo «El Titi»                                      | Recurrente             | Principal              | Principal              | Principal              |
| Francisco Bolívar       | José Luis Vargas «Jota»                                          | Recurrente             | Principal              | Principal              | Principal              |
| Roberto Manrique        | Santiago Sanín                                                   |                        | Principal              | Principal              | Principal              |
| Juan Alfonso Baptista   | Martín Cruz                                                      |                        | Principal              | Principal              |                        |
| Javier Jattin           | Tony Campana                                                     |                        |                        | Principal              |                        |
| Juan Pablo Gamboa       | Mano Negra                                                       |                        |                        | Recurrente             | Principal              |
| Mauricio Cujar          | Sombra                                                           |                        |                        |                        | Principal              |
| Stephania Duque         | Mariana Sanín                                                    |                        | Recurrente             | Recurrente             | Principal              |
| Elianis Garrido         | Dayana Muriel                                                    |                        | Recurrente             | Recurrente             | Principal              |
| Estefanía Gómez         | Vanessa Salazar                                                  | Recurrente             | Recurrente             | Recurrente             | Principal              |
| Linda Baldrich          | Natalia                                                          |                        |                        |                        | Principal              |
| Manuel Gómez            | Esteban Calvo                                                    | Recurrente             | Recurrente             | Recurrente             | Principal              |
| Alejandra Pinzón        | Paola Pizarro                                                    | Invitada               | Recurrente             | Recurrente             | Principal              |
| Martín Karpan           | Salvatore Miranda                                                |                        |                        |                        | Principal              |
| Mauricio Mauad          | Moncho                                                           |                        |                        |                        | Principal              |
| Leonardo Acosta         | Alfonso Berrio                                                   |                        |                        |                        | Principal              |
| Alejandro Martínez      | Roberto Conde                                                    |                        |                        |                        | Principal              |
| Personajes recurrentes  |                                                                  |                        |                        |                        |                        |
| Jennifer Arenas         | Valentina Fonseca                                                | Recurrente             | Recurrente             | Recurrente             | Recurrente             |
| Diana Isabel Acevedo    | Adriana Salazar                                                  | Recurrente             | Invitada               |                        |                        |
| Joselyn Gallardo        | Martina Pizarro                                                  | Recurrente             | Recurrente             |                        |                        |
| Carolina Sepúlveda      | Ximena Fonseca                                                   | Recurrente             | Recurrente             | Recurrente             |                        |
| Marilyn Patiño          | Lucía Barrios                                                    | Recurrente             | Recurrente             | Recurrente             |                        |
| Alejandra Ávila         | Celia Morán                                                      | Recurrente             | Recurrente             |                        |                        |
| Óscar Salazar           | Capitán Pérez                                                    | Recurrente             | Recurrente             |                        |                        |
| Jonathan Cabrera        | Carlos Mario                                                     | Recurrente             | Recurrente             |                        |                        |
| Sain Castro             | David Herrera                                                    | Recurrente             | Recurrente             |                        |                        |
| Luces Velásquez         | Imelda Beltrán                                                   | Recurrente             | Invitada               |                        |                        |
| José Omar Murillo       | Pelambre                                                         | Recurrente             | Invitado               |                        |                        |
| Luisa Fernanda Giraldo  | Paula Bayona                                                     | Recurrente             |                        | Invitada               |                        |
| Jairo Ordóñez           | John Jairo Jaramillo «Mugroso»                                   | Recurrente             |                        |                        |                        |
| Julián Bustamante       | Martín Herrera                                                   | Recurrente             |                        |                        |                        |
| Félix Mercado           | Franklin                                                         | Recurrente             |                        |                        |                        |
| Julián Beltrán          | Pipe                                                             | Recurrente             |                        |                        |                        |
| Luis Fernando Montoya   | Medicina                                                         | Recurrente             |                        |                        |                        |
| Miriam Lanzoni          | Belén                                                            | Recurrente             |                        |                        |                        |
| Laura García            | López                                                            |                        | Recurrente             |                        |                        |
| Esmeralda Pinzón        | Sandra                                                           |                        | Recurrente             |                        |                        |
| Michelle Manterola      | Flavia                                                           |                        | Recurrente             |                        |                        |
| Johan Esteban Díaz      | Sesbatián Sanín de niño (t. 2–3) Sebastián de adolescente (t. 4) |                        | Recurrente             | Recurrente             |                        |
| Carlos Báez             | Sesbatián Sanín de niño (t. 2–3) Sebastián de adolescente (t. 4) |                        |                        |                        | Recurrente             |
| Eileen Roca             | Zoraya                                                           |                        | Recurrente             | Recurrente             | Recurrente             |
| Sebastián Moya          | Mateo Sanín Fuentes                                              |                        | Recurrente             | Recurrente             | Recurrente             |
| Gloria Pinilla          | Mirta Muriel                                                     |                        | Recurrente             | Recurrente             | Recurrente             |
| Margarita Torres        | Lizeth Muriel                                                    |                        | Recurrente             | Recurrente             | Recurrente             |
| Álvaro Benet            | Miguel Díaz                                                      |                        | Recurrente             | Recurrente             |                        |
| Luis Fernando Bohórquez | Coronel Granados                                                 |                        | Recurrente             | Recurrente             |                        |
| Daniel Serna            | Cabra                                                            |                        | Recurrente             | Recurrente             |                        |
| Abril Schreiber         | Claudia Romero                                                   |                        | Invitada               |                        |                        |
| Julián Farietta         | Gatillo                                                          |                        | Invitado               |                        |                        |
| Gisella Aboumrad        | Mayra Contreras                                                  |                        | Invitada               |                        |                        |
| Juan Diego Sánchez      | Bayron Santana                                                   |                        | Invitado               |                        |                        |
| Juan Ángel Esparza      | Carmelo Villa                                                    |                        | Recurrente             | Recurrente             | Recurrente             |
| Patricia Maldonado      | Abigail                                                          |                        | Recurrente             | Recurrente             |                        |
| Mauricio Mejía          | Carlos Jaramillo                                                 |                        |                        | Recurrente             | Recurrente             |
| Alejandra Monsalve      | Sandra                                                           |                        |                        | Recurrente             | Recurrente             |
| Ricardo Leguízamo       | Álvaro Mendieta                                                  |                        |                        | Recurrente             | Recurrente             |
| Juan David Galindo      | Rocco Candela                                                    |                        |                        | Recurrente             | Recurrente             |
| Andrea Pita             | Laura                                                            |                        |                        | Recurrente             |                        |
| Michelle Rouillard      | Ana Paula                                                        |                        |                        | Invitada               |                        |
| Marianela González      | Emilia Vallejo                                                   |                        |                        |                        | Recurrente             |

Notas
1. ↑  Este fue el nombre que usó Kimberly Reyes para presentarse en la serie, antes de interpretar a La Diabla.
2. ↑  En la segunda temporada, interpretó a Amparo Beltrán, la hermana de Yésica que vivía en Venezuela.
3. ↑  En esta temporada, Jordana Issa interpretó al personaje durante algunos episodios, porque Majida no pudo usar los productos que se usaron para la quemadura de su personaje.

## Audiencia
| Temporada | Horario (ET/CT)        | Episodios | Primera emisión     | Primera emisión      | Última emisión           | Última emisión       | Promedio de espectadores (millones) |
| Temporada | Horario (ET/CT)        | Episodios | Fecha               | Audiencia (millones) | Fecha                    | Audiencia (millones) | Promedio de espectadores (millones) |
| --------- | ---------------------- | --------- | ------------------- | -------------------- | ------------------------ | -------------------- | ----------------------------------- |
| 1         | lunes a viernes 9pm/8c | 90        | 19 de julio de 2016 | 2.47                 | 28 de noviembre de 2016  | 4.05                 | 3.26                                |
| 2         | lunes a viernes 9pm/8c | 87        | 25 de julio de 2017 | 1.83                 | 28 de noviembre de 2017  | 2.03                 | 1.93                                |
| 3         | lunes a viernes 9pm/8c | 63        | 12 de junio de 2018 | 1.68                 | 10 de septiembre de 2018 | 1.69                 | 1.43                                |

## Música

### Temas principales
| N.º | Título                                             | Escritor(es)                                   | Duración |  |
| 1.  | «La raya» (Nicolás Tovar ft. Robert Taylor)        | Nicolás Tovar y Robert Taylor                  | 3:19     |  |
| 2.  | «Estar contigo» (Dennis Fernando ft Robert Taylor) | Nicolás Tovar, Robert Taylor y Dennis Fernando | 3:15     |  |

### Banda sonora
La primera banda sonora de la serie fue lanzada el 6 de agosto de 2016.
Listado de pistas
| N.º | Título                                                         | Duración |  |
| 1.  | «La raya» (Nicolás Tovar & Robert Taylor)                      | 3:19     |  |
| 2.  | «Vendetta» (Nicolás Tovar & Robert Taylor)                     | 3:12     |  |
| 3.  | «Chica mala» (Dennis Fernando & Robert Taylor)                 | 3:26     |  |
| 4.  | «Me dicen Diabla» (Fanny Lu)                                   | 4:05     |  |
| 5.  | «Tu amor es mi piel» (La India)                                | 4:12     |  |
| 6.  | «Dos soles» (Robert Taylor & Nicolás Tovar)                    | 3:14     |  |
| 7.  | «Sin Blin Blin no hay paraíso» (Nicolás Tovar & Robert Taylor) | 3:07     |  |
| 8.  | «El Gato Gordo» (Nicolás Tovar)                                | 3:38     |  |
| 9.  | «Ganó la esperanza» (Pipe Bueno)                               | 3:20     |  |
| 10. | «Muchachita consentida» (Nicolás Tovar)                        | 3:07     |  |

| Otras canciones no incluidas en el álbum |                                              |          |  |
| N.º                                      | Título                                       | Duración |  |
| 1.                                       | «Nunca me fui» (Dennis Fernando & Alejandra) | 3:44     |  |

## Premios y nominaciones

### Miami Life Awards 2017
| Categoría                                | Nomínados                | Resultados |
| ---------------------------------------- | ------------------------ | ---------- |
| Mejor actriz principal en una telenovela | Carolina Gaitán          | Ganadora   |
| Mejor actor principal en una telenovela  | Fabián Ríos              | Ganador    |
| Mejor actriz de reparto                  | Johanna Fadul            | Nominada   |
| Mejor actor de reparto                   | Juan Pablo Llano         | Nominado   |
| Mejor telenovela                         | Sin senos sí hay paraíso | Nominada   |

### Premios Tu Mundo 2017
| Categoría                      | Nominados                           | Resultados |
| ------------------------------ | ----------------------------------- | ---------- |
| Serie favorita                 | Sin senos sí hay paraíso            | Nominada   |
| Actor principal favorito       | Fabián Ríos                         | Nominado   |
| Actriz principal favorita      | Carolina Gaitán                     | Nominada   |
| Actriz principal favorita      | Catherine Siachoque                 | Nominada   |
| La mala más buena              | Majida Issa                         | Ganadora   |
| Actor favorito                 | Juan Pablo Urrego                   | Ganador    |
| Actriz favorita                | Catherine Siachoque                 | Nominada   |
| La pareja perfecta             | Juan Pablo Urrego y Carolina Gaitán | Nominado   |
| Soy Sexy and I know it         | Carmen Villalobos                   | Ganadora   |
| Soy Sexy and I know it         | Juan Pablo Llano                    | Nominado   |
| Soy Sexy and I know it         | Majida Issa                         | Nominada   |
| El mejor actor con mala suerte | Carolina Gaitán                     | Ganadora   |

### Premios TVyNovelas
| Año  | Categoría                                             | Nominados                    | Resultados |
| ---- | ----------------------------------------------------- | ---------------------------- | ---------- |
| 2017 | Serie favorita                                        | Sin senos sí hay paraíso     | Nominada   |
| 2017 | Mejor actriz principal en una serie                   | Carolina Gaitán              | Nominada   |
| 2017 | Mejor villana favorita en una serie                   | Johana Fadul                 | Nominada   |
| 2017 | Mejor villana favorita en una serie                   | Majida Issa                  | Nominado   |
| 2017 | Mejor actriz de reparto en una serie                  | Catherine Siachoque          | Nominada   |
| 2017 | Mejor actor de reparto en una serie                   | Fabián Ríos                  | Nominado   |
| 2017 | Escritor favorito de telenovela o serie               | Gustavo Bolívar              | Nominado   |
| 2018 | Serie o telenovela favorita                           | Sin senos sí hay paraíso     | Ganadora   |
| 2018 | Protagonista femenina favorita de telenovela o serie  | Carolina Gaitán              | Nominada   |
| 2018 | Protagonista femenina favorita de telenovela o serie  | Carmen Villalobos            | Ganadora   |
| 2018 | Protagonista masculino favorito de telenovela o serie | Fabián Ríos                  | Ganador    |
| 2018 | Protagonista masculino favorito de telenovela o serie | Juan Pablo Urrego            | Nominado   |
| 2018 | Actriz de reparto favorita de telenovela o serie      | Catherine Siachoque          | Ganadora   |
| 2018 | Actor de reparto favorito de telenovela o serie       | Juan Pablo Llano             | Nominado   |
| 2018 | Actor de reparto favorito de telenovela o serie       | Francisco Bolívar            | Nominado   |
| 2018 | Actor de reparto favorito de telenovela o serie       | Roberto Manrique             | Ganador    |
| 2018 | Actor o actriz revelación del año                     | Stephanía Duque              | Ganadora   |
| 2018 | Actor o actriz revelación del año                     | Esteban Díaz                 | Nominada   |
| 2018 | Actriz antagónica de telenovela o serie               | Johanna Fadul                | Nominada   |
| 2018 | Actriz antagónica de telenovela o serie               | Elianis Garrido              | Nominada   |
| 2018 | Actriz antagónica de telenovela o serie               | Majida Issa                  | Ganadora   |
| 2018 | Actor antagónico de telenovela o serie                | Gregorio Pernía              | Ganador    |
| 2018 | Actor antagónico de telenovela o serie                | Juan Alfonso Baptista        | Nominado   |
| 2018 | Director favorito de telenovela o serie               | Herney Luna y Édgar Bejarano | Ganadores  |
| 2018 | Libretista favorito de telenovela o serie             | Gustavo Bolívar              | Ganador    |
| 2018 | Tema musical favorito de telenovela o serie           | «Estar contigo»              | Ganador    |

### Produ Awards 2017
| Categoría                                | Nominados                | Resultados |
| ---------------------------------------- | ------------------------ | ---------- |
| Mejor Escritor de una serie o telenovela | Gustavo Bolívar          | Ganador    |
| Telenovela del año                       | Sin senos sí hay paraíso | Nominada   |

### Premios Emmy Internacional 2018
| Categoría                           | Nominados                | Resultados |
| ----------------------------------- | ------------------------ | ---------- |
| Mejor programa en idioma extranjero | Sin senos sí hay paraíso | Nominada   |